# هجرة منقذة (ذمار)

تعديل مصدري - تعديل

هجرة منقذه هي إحدى قرى عزلة منقذة بمديرية مدينة ذمار التابعة لمحافظة ذمار، بلغ تعداد سكانها 2,408 نسمة حسب تعداد اليمن لعام 2004.